# Giro dei Paesi Bassi 1984
Il Giro dei Paesi Bassi 1984, ventiquattresima edizione della corsa, si svolse dal 21 al 25 agosto 1984 su un percorso di 980 km ripartiti in 5 tappe in linea (la prima e l'ultima suddivise in due semitappe). Fu vinto da Johan Lammerts davanti a Jos Lammertink e Gert-Jan Theunisse.

## Tappe
| Tappa  | Data      | Percorso                            | km   | Vincitore di tappa | Leader cl. generale |
| ------ | --------- | ----------------------------------- | ---- | ------------------ | ------------------- |
| 1ª-1ª  | 21 agosto | Breda > Breda (Cron. individuale)   | 15,5 | Bert Oosterbosch   | Bert Oosterbosch    |
| 1ª-2ª  | 21 agosto | Breda > Zundert                     | 126  | Eric Vanderaerden  |                     |
| 2ª     | 22 agosto | Breda > L'Aia                       | 251  | Jacques Hanegraaf  |                     |
| 3ª     | 23 agosto | L'Aia > Schagen                     | 196  | Ad Wijnands        |                     |
| 4ª     | 24 agosto | Schagen > Lelystad                  | 250  | Walter Planckaert  |                     |
| 5ª-1ª  | 25 agosto | Lelystad > Assen                    | 123  | Teun van Vliet     |                     |
| 5ª-2ª  | 25 agosto | Hoogeveen > Assen (Cron. a squadre) | 34   | Panasonic          | Jos Lammertink      |
| Totale | Totale    | Totale                              | 980  |                    |                     |

## Classifiche finali

### Classifiche generale
| Pos. | Corridore          | Squadra    | Tempo     |
| ---- | ------------------ | ---------- | --------- |
| 1    | Johan Lammerts     | Panasonic  | 22h18'21" |
| 2    | Jos Lammertink     | Panasonic  | a 8"      |
| 3    | Gert-Jan Theunisse | Panasonic  | a 50"     |
| 4    | Peter Pieters      | Zor-Gemeaz | a 1'11"   |
| 5    | Teun van Vliet     | Driex      | a 1'20"   |